# Măxineni
Măxineni is een Roemeense gemeente in het district Brăila.

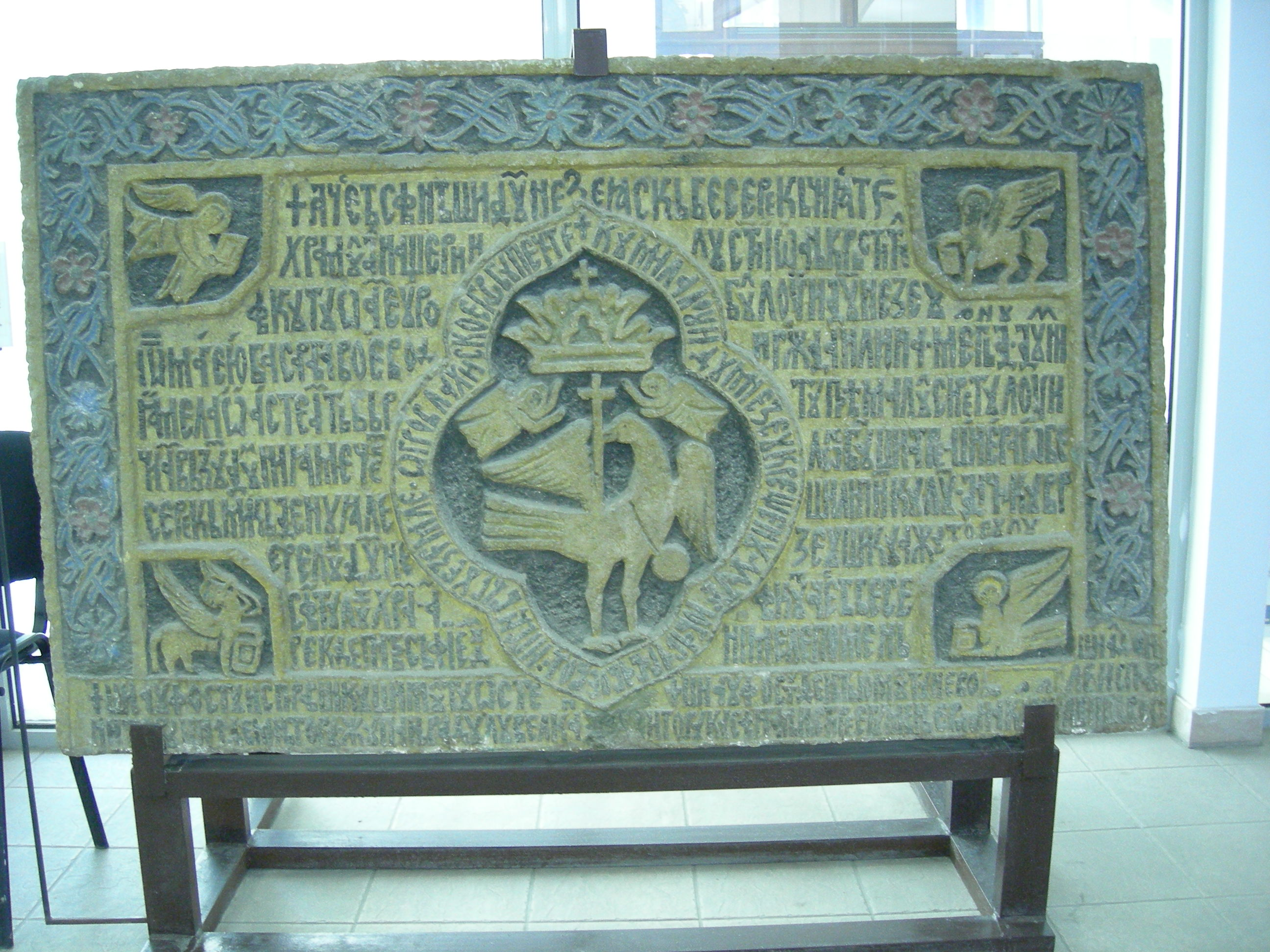
Măxineni

Măxineni telt 3539 inwoners.